# Eucoptocnemis tripars
Eucoptocnemis tripars är en fjärilsart som beskrevs av Walker 1856. Eucoptocnemis tripars ingår i släktet Eucoptocnemis och familjen nattflyn. Inga underarter finns listade i Catalogue of Life.